# Tiếng Manipur Bishnupriya
Tiếng Manipur Bishnupriya hoặc tiếng Bishnupriya Manipur (BPM) (বিষ্ণুপ্রিয়া মণিপুরী) là một ngôn ngữ Ấn-Arya được nói ở các vùng của của ang Manipur, Assam, Tripura và các bang của Ấn Độ khác, cũng như ở khu vực Sylhet của Bangladesh, Miến Điện và các quốc gia khác. Nó sử dụng chữ Bengal làm hệ thống chữ viết.

## Lịch sử và sự phát triển
Manipur Bishnupriya được nói ở một phần của Assam và Tripura ở Ấn Độ, khu vực Sylhet của Bangladesh và ở một số quốc gia khác. Nó khác với nhiều ngôn ngữ Ấn-Arya khác như tiếng Bengal, tiếng Oriya, v.v. Ngôn ngữ này bắt nguồn và phát triển ở Manipur và ban đầu chỉ giới hạn ở khu vực hồ Loktak và tương tự như tiếng Assam. Các tác phẩm như An account of the valley of Manipore của Col. McCullock, Descriptive Ethnology of Bengal của ET Dalton và Linguistic Survey of India của Tiến sĩ George A. Grierson nói rằng ngôn ngữ này đã tồn tại ở Manipur trước thế kỷ 19. Tiến sĩ Grierson gọi ngôn ngữ này là "Bishnupuriya Manipuri", trong khi một số nhà văn khác gọi đơn giản là "Bishnupriya".
Ngôn ngữ dần dần bắt đầu mất chỗ đứng ở Manipur trước đại đa số người Meitei và đang dần đối mặt với sự suy tàn ở Cachar và Bangladesh trước đại đa số người nói tiếng Bengal. Ngôn ngữ này vẫn đang được nói ở Jiribam (một phần của Manipur), Cachar (một quận của Assam) và một số cộng đồng ở Bangladesh và Tripura.